# Moayad Ajan
Moayad Samir Ajan (arab. مؤيد العجان; ur. 16 lutego 1993 w Damaszku) – syryjski piłkarz grający na pozycji lewego obrońcy. Od 2018 jest zawodnikiem klubu Al-Jazeera Amman.

## Kariera piłkarska
Swoją karierę piłkarską Ajan rozpoczął w klubie Al-Wahda Damaszek, w którym w 2010 roku zadebiutował w pierwszej lidze syryjskiej. W debiutanckim sezonie wywalczył mistrzostwo Syrii, a w sezonie 2011/2012 zdobył z nim Puchar Syrii.
W 2012 roku Ajan trafił do irackiego klubu Naft Al-Junoob SC. W sezonie 2013/2014 grał w zespole Al-Karkh SC. Z kolei w 2014 przeszedł do Al-Quwa Al-Jawiya. W sezonie 2014/2015 wywalczył z nim wicemistrzostwo Iraku, a w sezonie 2015/2016 zdobył Puchar Iraku. W sezonie 2016/2017 grał w Naft Al-Wasat SC.
Latem 2017 Ajan przeszedł do egipskiego Zamaleku. Z kolei w 2018 został piłkarzem jordańskiego Al-Jazeera Amman.

## Kariera reprezentacyjna
W reprezentacji Syrii Ajan zadebiutował 13 grudnia 2012 w zremisowanym 1:1 meczu Pucharu Azji Zachodniej 2012 z Irakiem. W 2019 roku powołano go do kadry na Puchar Azji.